# Cresta de Bassiero
La Cesta de Bassiero és una muntanya ubicada a la vall de Ratera, al municipi d'Espot, a la comarca del Pallars Sobirà. Té una direcció nord-sud, i separa la Coma d'Amitges a l'oest de les Agulles de Bassiero i la Coma d'Abeller a l'est. Al nord limita amb els Pics de Bassiero.
Està formada per un seguit de pics espadats; el de més alçada té 2.833 metres i està situat al nord de la cresta. L'alçada dels pics va descendint fins a arribar als 2.688 metres; a partir d'aquest punt el pendent del descens és molt ràpid fins que la cresta desapareix i queda integrada en els pendents del seu voltant.
La Cresta de Bassiero és dintre del Parc Nacional d'Aigüestortes i Estany de Sant Maurici.